# Édouard Landowski
Pour les articles homonymes, voir Landowski.
Edward Landowski, né à Vilno le 13 octobre 1839, mort à Alger le 6 novembre 1882 , est un médecin polonais.

## Biographie
Il est le fils de Wincenty Landowski (1814-1873), docteur en médecine et Rozalia Szanowska. Avec son frère cadet Paweł Landowski, ils étudient la médecine à Lublin.
En 1863, après l'Insurrection de Janvier, Édouard, Paul, et leurs parents émigrent vers la Suisse, puis arrivent en France.
D'un premier mariage avec Maria Januszkiewicz, il devient veuf en 1869.
En mai 1873, son père meurt à Paris. La même année, il épouse en secondes noces Julie Henriette Vieuxtemps, la fille du violoniste et compositeur Henri Vieuxtemps.
Il emménage avec son frère Paul. C'est dans la maison de la rue Chaptal que naissent les enfants Paul Landowski et Franciszka.
Il fait une place particulière au koumys dans le traitement de la phtisie pulmonaire. Il en expérimente les effets positifs en clientèle privée ainsi que dans les hôpitaux publics. Une campagne publicitaire est visible dans différentes revues vantant les vertus du Koumys Edward : "le plus puissant reconstituant dans les maladies consomptives".
En octobre 1879, sa mère décède.
Ses études l'amènent à diriger l'Institut sanitaire algérien.
En 1882, Edward et son épouse contractent une maladie, Julie Vieuxtemps décède le 28 octobre, Edward le 6 novembre 1882.
Les enfants sont rapatriés en France. Ils seront élevés par leur oncle Paul, jusqu'à la mort de ce dernier, en avril 1894.

## Publications
- L'Algérie au point de vue climatothérapique dans les affections consomptives (création d'une station hivernale en Algérie). In-8°. (1878)
- Du koumis et de son rôle thérapeutique. J. Thérap. (1874)